# Genere cinematografico
Il genere cinematografico costituisce una convenzione che permette di classificare le diverse opere cinematografiche in base ad alcuni temi o caratteristiche ricorrenti. I generi cinematografici hanno una grande importanza per l'industria cinematografica, perché il genere crea particolari orizzonti di aspettative nello spettatore e orienta le sue scelte.

## Origine e funzione dei generi
Dalla sua nascita, la settima arte è stata caratterizzata dalla proliferazione di opere eterogenee. Questo ha portato ben presto ad organizzare la produzione filmica entro alcuni filoni, noti come generi, basati sulla ricorrenza di elementi riconoscibili all'interno dei singoli film che li compongono. Queste convenzioni di genere contribuiscono a dare a certi tipi di film un'identità comune.
La tipologizzazione è un fenomeno dovuto allo strutturarsi dell'offerta, da parte dell'industria del cinema, in base ai gusti del pubblico e alla risposta di mercato. Il riconoscimento dei generi, delle sue convenzioni, permette infatti allo spettatore di decidere se guardare o meno un determinato film. «A tutti i livelli del processo di produzione e fruizione dei film, quindi, i generi aiutano ad assicurare che la maggior parte dei membri di una società condivida almeno delle nozioni generali sui molti film che si contendono la nostra attenzione» (Bordwell e Thompson).
Il successo commerciale di un'opera porta al tentativo di ripeterlo, riproponendo al pubblico - a volte in maniera pedissequa - alcuni degli elementi che si ritiene possano aver contribuito a determinarlo. "Il pubblico si aspetta che i film di genere offrano qualcosa di familiare, ma pretende anche che si presentino delle novità. Il cineasta può inserire qualcosa di discretamente o radicalmente diverso, ma comunque si richiamerà alla tradizione. Il gioco della convenzione e dell'innovazione, della familiarità e della novità è essenziale per i film di genere" (Bordwell e Thompson). In pratica, un film di genere deve promettere una novità basata però su qualcosa di familiare, ed è proprio questa familiarità con le convenzioni di genere che porta alla riuscita (drammatica e/o commerciale) di una pellicola, e quindi alla sua imitazione.
La duplicazione porta ad un accumulo di opere che seguono un certo filone, accomunate cioè da alcuni elementi, a un canone. Quando il canone comincia a diventare ripetitivo, banalizzato e noioso, quando cioè il pubblico comincia a non reagire più come prima a causa dell'assuefazione, il genere si modifica e conosce così una evoluzione'. Dal genere derivano altri generi, oppure si creano dei sottogeneri.
Nella ricerca dell'affezione del pubblico, i generi tendono anche ad evolversi seguendo le diverse tendenze sociali, arrivando anche a dar voce a quello che è formalmente riconosciuto come il sentire comune. Ecco allora i film di propaganda bellica girati durante la seconda guerra mondiale, o i film di fantascienza intrisi dalla paura del nucleare che fecero seguito al termine del conflitto, o anche l'evoluzione stilistica delle commedie giovanili in relazione al cambiamento della generazione che si trovano a rappresentare. Questo tipo di evoluzione è uno dei fattori principali che porta al cambiamento di popolarità di un genere nel corso del tempo: la capacità di adattare le proprie convenzioni alla società (e al pubblico) alle quali vengono proposte.

## Teorie critiche del genere cinematografico
Nella teoria cinematografica come nella teoria letteraria, il genere è uno degli aspetti più analizzati e sui quali si è più scritto. Un genere può variare con il tempo, la cultura, il momento sociopolitico, ecc. perciò è una definizione aperta; ne consegue quindi che si discute ancora per definirlo, nonostante alcuni teorici cinematografici abbiano contribuito molto alla teoria del genere.
José Javier Marzal nel testo Melodrama y géneros cinematográficos (1996) segnala l'origine etimologica della parola “genus” dal latino: lignaggio, stirpe, vincolo familiare o sanguineo. Marzal parla di identità generica che permette il riconoscimento strutturale attraverso un'attività regolamentata, dipendente dalla competenza del lettore, che si sostiene su certe convenzioni e che il pubblico interiorizza come competenza di lettura nell'apparizione reiterata.
Jean-Louis Leutrat in La noción de género si collega alla teoria della ricezione di Hans Robert Hauss, ed incorpora questo aspetto nella definizione. È il pubblico che partecipa alla costruzione del genere nello stesso modo in cui il genere suscita aspettativa nel pubblico. Il genere gioca tra la ripetizione delle regole e la differenza degli elementi superficiali che comporta la novità d'ogni film. Citando John Cawelti, esso è l'equilibrio tra l'invenzione e la convenzione. 
È sulle riflessioni di Antonio Costa e Francesco Casetti che si trova l'aspetto del cinema come industria culturale, nella quale il sistema di generi è una parte costitutiva insieme allo studio system ed allo star system. 
In Saper vedere il cinema, Antonio Costa spiega che la classificazione del film in generi è uno degli aspetti fondamentali dell'istituzione cinematografica. L'etichetta del genere orienta il semplice spettatore su che cosa aspettarsi da un certo film. Sostiene anche in linea con gli altri autori che il sistema di generi cinematografici può essere studiato nella costante e nell'invariabilità che rimangono sempre, al di là delle variazioni superficiali. Egli propone tre livelli: 
1. il figurativo, che corrisponde ai dettagli e strutture visive,
2. il livello narrativo, utilizzando il modello degli attanti proposto da Greimas per analizzare le strutture narrative ricorrenti nel film,
3. l'ideologico che osserva la dinamica di relazione del genere con la situazione politica, sociale e culturale.

Per Francesco Casetti, in Teoria del cinema (1994), il genere è un dispositivo essenziale per comprendere il cinema come arte industriale e popolare; è un modo di leggere il nuovo attraverso il conosciuto, attraverso le regole condivise tra chi fa il film e chi lo contempla; uno usa forme comunicative già stabilite e l'altro ha un sistema proprio di aspettative. Casetti fa riferimento a Stuart M. Kaminsky per parlare del genere come attualizzazione del mito; i generi cinematografici sarebbero un modo di incarnare gli archetipi. Cita anche Thomas Schatz, il quale, spiega il genere sia come leggi linguistiche che funzionano come canone sia come funzione d'economia narrativa: ad esempio quando si classifica un film come western fa riferimento a tanti altri concetti che non sono necessari esplicitare. 
Thomas Sobchack e Vivian Sobchack stabiliscono due elementi fondamentali per definire un genere cinematografico: 
1. la formula, struttura completa o insieme d'azioni che si danno in un film (trama e personaggi),
2. la convenzione che riguarda l'unità d'azione o episodio che si ripete film dopo film.

Stuart M. Kaminsky, già citato in precedenza nelle considerazioni di Francesco Casetti, sostiene anche che se i film di genere durano nel tempo è perché questi si occupano d'aspetti fondamentali della vita umana, delle interazioni sociali e psicologiche; sono una forma meno rigida di dare risposte mitiche all'esistenza. Tra l'altro sostiene che l'analisi del genere cinematografico deve identificare gli elementi a cui gli spettatori sono più sensibili, quello che fa diventare popolare un genere cinematografico. Secondo l'autore, lo studio dei generi non implica giudizi di qualità, bensì un modo di comprendere per valorizzarlo; quanto più popolare un film, più attenzione merita come manifestazione di genere. Non condivide la contrapposizione che spesso si fa tra cinema d'autore e cinema di genere e che solitamente privilegia uno sull'altro. Kaminsky dà grande importanza ad avere un metodo sistematico d'analisi. Uno studio dei generi non definisce il genere di modo prescrittivo, cerca piuttosto d'individuare un modello ed analizzarlo per capire il suo significato.
Un altro approccio differente ma che completa gli sviluppi della teoria critica sui generi cinematografici è quello proposto da Ricky Altman. Da una parte questiona la teoria tradizionale dello studio del genere, quella legata principalmente alle categorie tassonomiche; dall'altra inserisce la riflessione sul genere cinematografico nell'ambito della comunità sociale che li recepisce e dell'istituzioni che li produce; inoltre rivaluta il ruolo della critica cinematografica in questo processo. Lui sostiene che nel gioco del genere, ogni soggetto (produzione, ricezione e critica) mette in atto meccanismi differenti di definizione del genere. La produzione attua la “generificazione”: formule di successo vengono serializzate; il pubblico crea i meccanismi di riconoscimento; la critica promuove la rigenerificazione che rilegge il sistema di generi e riscrive la memoria sociale dei generi. Un'altra linea d'analisi che Altman propone è l'asse semantico/sintattico; l'aspetto semantico fa riferimento agli elementi tematici del film (ambienti, personaggi, situazioni), l'aspetto sintattico si concentra sull'organizzazione di quegli elementi. Sia uno che l'altro, sono necessari per considerare un film come parte d'un determinato genere. Per Altman il genere cinematografico esiste quando diversi film condividono elementi sintattici e semantici; collega fortemente l'aspetto produttivo con l'aspetto di consumo che riconosce i generi dal momento in cui gli spettatori si scoprono accomunati attraverso un insieme di film.
Una preoccupazione del cinema di genere, nell'ambito della costruzione del linguaggio cinematografico e del rinforzamento del modello classico, era occultare il dispositivo dell'enunciazione. Negli anni cinquanta, periodo della Nouvelle Vague francese ed altre cinematografie nazionali forti, il cinema rivede il suo modo narrativo evidenziando il dispositivo e lasciando visibile quello che sarà chiamato il cinema d'autore. Il genere e il cinema d'autore funzionano mutuamente come limite e la permeabilità d'entrambi ha donato alla storia del cinema registi come Alfred Hitchcock o Vincente Minnelli.

## Classificazione dei generi cinematografici
Nessun organo ufficiale, né in Italia né in nessun altro paese del mondo, ha mai provveduto a stilare una classificazione dei generi cinematografici principali. Questo perché "un genere è più facile da riconoscere che da definire" e quindi "la maggior parte degli accademici oggi sono d'accordo nell'affermare che nessun genere si può identificare in maniera rigida".
In generale, i generi cinematografici "possono essere classificati sulla base di caratteristiche narrative, iconiche e linguistiche". I generi narrativi sono definiti in particolar modo dal tipo di storia che raccontano e dal tono con cui la raccontano (dramma, commedia, avventura...); i generi iconici sono invece definiti soprattutto dalle immagini che vediamo sullo schermo più che dall'aspetto narrativo, con trucco, scenografie e ambienti a caratterizzare la pellicola (il western, la fantascienza...); infine, i film che fanno del linguaggio cinematografico particolare la loro caratteristica principale (come il musical) fanno parte della terza categoria.
Il cinema popolare di molte nazioni ha prodotto nel tempo generi cinematografici particolari tipici di quel paese e mai frequentati da altre cinematografie. È il caso italiano degli spaghetti western e delle commedie sexy, ma anche del tedesco Heimatfilme (il racconto della vita di paese) e dei film mitologici indiani.
In ogni caso, difficilmente un film apparterrà ad un solo genere, ma semmai avrà argomenti che sconfineranno in più di un genere. Un esempio può essere il film The Hurricane principalmente è un biografico, ma i biografici sono il più delle volte anche drammatici; trattando di pugilato, appartiene anche al genere sportivo; ma ci sono molte scene in prigione quindi appartiene anche al sottogenere prison movie. Trattando anche l'argomento della pena di morte, può essere incluso anche nella lista dei film che sviscerano questo tema.

### Ricerca di un metodo per la classificazione dei generi cinematografici
Di seguito prendiamo in esame quattro diverse classificazioni, la prima quella del sito MYmovies.it che è il sito italiano di critica cinematografica più visitato, e che affianca alle recensioni originali quelle dei dizionari di cinema di Morandini e Farinotti e quelle presentate in una rassegna stampa specifica; la seconda quella del Dizionario dei film Morandini così come viene stampato annualmente dall'editore Zanichelli; la terza quella del sito web della televisione digitale specialistica Coming Soon Television e la quarta ed ultima quella della rivista mensile specializzata Best Movie.
1. MyMovies = Animazione, Avventura, Azione, Biografico, Catastrofico, Comico, Commedia, Documentario, Drammatico, Epico, Erotico, Fantascienza, Fantasy, Giallo, Grottesco, Guerra, Horror, Mitologico, Musicale, Noir, Politico, Poliziesco, Religioso, Sentimentale, Sportivo, Spionaggio, Storico, Thriller, Western
2. Morandini = Animazione, Avventura, Biblico, Biografico, Carcerario, Comico, Commedia, Documentario, Drammatico, A episodi, Erotico, Fantascienza, Fantastico, Fiabesco, Gangster, Giallo, Grottesco, Guerra, Horror, Kung – Fu, Mitologico, Musicale, Nero, Operistico, Poliziesco, Religioso, Satirico, Sentimentale, Sperimentale, Spionaggio, Sportivo, Storico, Thriller, Western
3. Coming Soon Television = Animazione, Avventura, Azione, Biografico, Commedia, Documentario, Drammatico, Erotico, Fantascienza, Fantasy, Guerra, Horror, Musicale, Sentimentale, Storico, Thriller, Western
4. Best Movie = Animazione, Avventura, Azione, Biografico, Commedia, Documentario, Drammatico, Erotico, Fantascienza, Fantasy, Guerra, Horror, Musicale, Storico, Thriller, Western

Tra queste quattro classificazioni, solo 16 generi sono ad esse comuni. La maggior parte dei film è riconducibile ad almeno uno di essi, ma può essere anche l'unione di più di essi:
- Avventura
- Azione
- Biografico
- Commedia
- Documentario
- Drammatico
- Erotico
- Fantascienza
- Fantasy/Fantastico
- Guerra
- Horror
- Musical
- Storico
- Thriller
- Western

### I sottogeneri
Le quattro liste prese in esame riportano tuttavia altri suggerimenti, è possibile quindi stilare una lista anche per i seguenti 14 "sottogeneri":
- Catastrofico
- Comico
- Epico
- Giallo
- Grottesco
- Mitologico
- Noir
- Politico
- Poliziesco
- Biblico
- Buddy cop
- Sentimentale
- Splatter
- Spionaggio
- Sportivo
- Space Opera

### Altre denominazioni
Esistono poi delle etichette e denominazioni, create per lo più dagli storici del cinema, che servono per identificare una particolare matrice culturale o estetica o anche una particolare struttura del film. Ecco quindi il cinema dei telefoni bianchi, quello espressionista, il film a episodi, quello di arti marziali, il cinema d'autore, il musicarello, il poliziottesco, la commedia erotica familiare, i film di sopravvivenza, il polar e tanti altri.
Altri termini frequenti, ma non riferiti ad un filone particolare, sono remake, sequel, prequel e spin-off, tratti dalla lingua inglese e usati per identificare un film basato o ispirato, in tutto o in parte, ad un film esistente.

### Terminologia statunitense
Negli Stati Uniti d'America oltre alla categorizzazione di genere, estremamente simile a quella riportata più sopra, si usa descrivere un film anche attraverso altre sue caratteristiche principali, specificando in questo modo quali possono essere gli aspetti più di richiamo della pellicola nei confronti del pubblico e cosa il pubblico vedrà esattamente.
Un film può quindi essere definito come family movie quando si tratta di una pellicola adatta a tutta la famiglia, o come all star movie quando tutti i membri del cast sono attori di primo piano, ma anche semplicemente come foreign movie quando appartiene ad una qualsiasi cinematografia diversa da quella statunitense.
Queste indicazioni, però, possono riguardare anche aspetti della trama che vanno al di là della semplice appartenenza ad un genere. Un caper movie (o heist movie) è un film la cui trama gira interamente attorno ad un furto che i protagonisti devono commettere; un buddy movie racconta la forte amicizia tra due o più personaggi; uno slasher è un film horror o thriller in cui l'assassino colpisce sempre con armi da taglio.
Allo stesso modo, l'etichetta può riguardare i modi di produzione della pellicola quando questi influiscono fortemente sul risultato finale. Ecco quindi il film di serie B (B-movie), girato in fretta e senza cura dei particolari; il no-budget movie, girato quasi totalmente senza fondi e quindi con la maggior parte delle persone (professionisti o meno) che hanno lavorato gratis; il film indipendente (independent film), girato esternamente all'industria cinematografica principale e quindi anche al di fuori dei regolamenti sindacali nazionali; e l'instant movie, che si propone di raccontare fatti di cronaca avvenuti poco tempo prima della realizzazione del film.
Nel mondo della critica cinematografica, si possono talvolta incontrare termini "misti" per indicare dei film in cui c'è una commistione di più generi. Ad esempio: un docu-fiction è un documentario con elementi sceneggiati utili alla ricostruzione di un evento o di una storia reale; un horror fantascientifico o fanta-horror è un film che presenta allo stesso tempo elementi dell'orrore e fantascientifici; un thriller giudiziario (legal thriller) è un thriller con scene ambientate in un'aula di tribunale o con degli avvocati per protagonisti.